# Cena nabycia
Cena nabycia – cena zakupu danego aktywu, powiększona o koszty bezpośrednio związane z zakupem i przystosowaniem składnika aktywów do stanu zdatnego do używania lub wprowadzenia do obrotu. Koszty te dotyczą m.in.: metkowania, paczkowania, montażu, instalacji, ubezpieczenia, transportu, załadunku, wyładunku, składowania lub wprowadzenia do obrotu. Cena dodatkowo obniżona jest o rabaty, opusty, inne podobne zmniejszenia i odzyski.
Przy cenie nabycia towarów, wymagających długotrwałego przygotowania do sprzedaży można powiększać koszty obsługi zobowiązań, zaciągniętych w celu sfinansowania ich zakupu, w tym także związane z tymi zobowiązaniami dodatnie i ujemne różnice kursowe, gdy zobowiązania płatne są w walucie obcej.
Cena nabycia różni się od ceny zakupu tym, że jest powiększona o koszty, które związane są bezpośrednio z zakupem i przypadają na jednostkę miary.

## Przykład
Firma XYZ zakupiła towary od wybranego sprzedawcy i otrzymała fakturę za złożone zamówienie z wyszczególnieniem pozycji związanych z wartością netto towarów i wliczonymi do nich kosztami zakupu (opakowania, transportu i ubezpieczenia transportu). Kwota netto towarów wyniosła 3 500 zł, a reszta kosztów dodatkowych, bezpośrednio związanych z zakupem wyniosła 500 zł (opakowanie 50 zł, transport 300 zł i ubezpieczenie dostawy 150 zł).
```
Cena nabycia, to kwota ceny zakupu wraz z kosztami bezpośrednio związanymi z zakupem, czyli 
3 500 zł + 500 zł = 4 000 zł.
```